# Pia Nalli
Pia Maria Nalli, née le 10 février 1886 à Palerme et morte le 27 septembre 1964 à Catane, est une mathématicienne et universitaire italienne, spécialiste de géométrie algébrique. Elle est professeure de mathématiques à l'université de Palerme et connue pour son engagement contre la discrimination à l'égard des femmes dans le système de recrutement universitaire italien.

## Biographie
Pia Nalli naît dans une famille bourgeoise, au sein d'une fratrie de sept enfants. Elle fait ses études à l'université de Palerme, où elle a obtenu un laurea, en 1910 sous la direction de Giuseppe Bagnera avec une thèse concernant la géométrie algébrique, et a rejoint la même année le Circolo Matematico di Palermo. Elle réalise une thèse d'habilitation en 1914, sur la théorie des intégrales, et mène des recherches sur l'analyse de Fourier et la série de Dirichlet pendant les années suivantes.  
Nalli est assistante de Giuseppe Bagnera à l'université de Palerme du 1er avril 1911 au 16 novembre 1911. Elle enseigne ensuite dans plusieurs écoles secondaires, d'abord à l'école de filles d'Avellino, puis à Trapani, et à partir du 16 novembre 1912 à l'école technique de filles de Palerme, tout en poursuivant ses recherches en mathématiques. Elle réalise une thèse intitulée Esposizione e confronto critico delle diverse definizioni proposte per l'integrale definito di una funzione limitata o no, une étude de la théorie de l'intégrale basée sur des travaux récents sur le sujet d'Émile Borel, Henri Lebesgue Charles de la Vallée Poussin, Giuseppe Vitali et Arnaud Denjoy.  
En 1921, Pia Nalli est nommée professeure extraordinaire à l'université de Cagliari. Elle avait été classée deuxième après Mauro Picone dans le processus de recrutement universitaire, mais le candidat mieux classé se désiste et elle obtient donc le poste. En 1923, elle est classée première pour un poste à l'université de Pavie, mais n'est pas recrutée. Après plusieurs déboires identiques, elle obtient un poste à l'université de Catane en tant que professeure titulaire en 1927.

## Activités de recherche
À peu près à cette époque, peut-être encouragée par Tullio Levi-Civita, elle a changé son objectif de recherche de l'analyse fonctionnelle au calcul tensoriel.  
Elle est connue pour son travail sur la sommabilité de la série de Fourier, sur le théorème de Morera pour les fonctions analytiques de plusieurs variables et pour avoir trouvé la solution à l'équation intégrale de Fredholm du troisième type pour la première fois. Ses sujets de recherche allaient de la géométrie algébrique à l'analyse fonctionnelle et à l'analyse tensorielle ; elle a été conférencière au Congrès international des mathématiciens de 1928. 
Elle a été conférencière invitée au Congrès international des mathématiciens en 1928. 
Nalli meurt le 27 septembre 1964 à Catane. Une rue de Rome, la Via Pia Nalli porte son nom.  

## Publications
Pia Nalli a publié 61 ouvrages mathématiques, dont la monographie (Nalli 1914) et un manuel. Ses « ouvrages sélectionnés » (Nalli 1976) comprennent cette monographie ainsi que onze articles sur des sujets appartenant principalement à l'analyse fonctionnelle et mathématique : la liste suivante comprend également sa thèse de doctorat (Nalli 1911) et d'autres travaux sur le calcul tensoriel.
- « Riduzione di un fascio di curve piane di genere uno, corrispondente a sé stesso in una trasformazione birazionale involutoria del piano » [Réduction d'un faisceau de courbes planes du genre un, correspondant à lui-même dans une transformation involutive birationnelle de l'avion], Rendiconti del Circolo Matematico di Palermo, Circolo Matematico di Palermo, 1911, 31(1): 92-108, DOI 10.1007 / BF03018796, JFM 42.0604.02
- Esposizione e confronto critico delle diverse definizioni proposte per l'integrale definito di una funzione limitata o no [Exposition et comparaison critique des différentes définitions proposées pour l'intégrale définie d'une fonction bornée ou non], Palerme, Stabilimento tipografico Virzì, 1914, p. 163, JFM 45.1282.01.
- « Sulle operazioni funzionali lineari » [Sur les opérations fonctionnelles linéaires], Rendiconti del Circolo Matematico di Palermo, 1922, vol. 46, no 1, 49-90, DOI 10.1007 / BF03018259, JFM 48.1247.01.
- « Sulla metrica superficiale di una varietà » [Sur la métrique de surface d'un collecteur], Rendiconti del Circolo Matematico di Palermo, 1928, vol. 52, no 1, p. 260-264, DOI 10.1007 / BF03016619, JFM  54.0769.01.
- « Trasporti rigidi di vettori nelle varietà metriche » [Transport rigide de vecteurs dans des collecteurs métriques], Rendiconti del Circolo Matematico di Palermo (en italien), vol. 61, no 2, 1937, p. 314–338, DOI 10.1007 / BF03014120, JFM 65.0796.06, Zbl  0020.26002.
- Gaetano Fichera, Francesco Guglielmino (éd.), Opere scelte [Œuvres choisies], Opere dei Grandi Matematici Italiani, Milano: Litografia D. Cislaghi per conto dell' Unione Matematica Italiana e dell' Università di Catania, 1976, p. 364, Zbl 1308.01004.